# Costache Sava
Costache Sava (n. 3 decembrie 1928 (Comuna Corbeni, Argeș)- d.1998) a fost un senator român în legislatura 1990-1992, ales în județul Argeș pe listele partidului FSN. Costache Sava a fost membru în grupurile parlamentare de prietenie cu Republica Bulgaria și Republica Elenă. Costache Sava a fost deputat în Marea Adunare Națională în sesiunea 1969 - 1975. În 1974, Costache Sava a intrat în conflict cu Elena Ceaușescu și a fost condamnat la 4 ani de închisoare pentru sabotaj, în urma incendiului din 14 - 15 aprilie 1974. Sentința a fost comutată iar Costache Sava fost mutat disciplinar.

## Legături externe
- Costache SAVA - Sinteza activitatii parlamentare în legislatura 1990-1992[nefuncțională – arhivă]